# ザ・トゥルース
『The Truth』 (ザ・トゥルース） は、2015年6月22日発売のマイク・ポズナーの2枚目のEP作品。

## 解説
約3年ぶりのアルバムとしてリリースされた。当初の売り上げは思わしくなかったものの、シングル『I Took a Pill in Ibiza』の世界的大ヒットにより、アメリカで34位、カナダで15位のヒット作となった。
また、このEPに収録されている全4曲のうち、『Buried in Detroit』を除いた3曲のリミックスを収録したリミックス版が2015年12月18日に発売された。

## 収録曲

### オリジナル
1. 「I Took a Pill in Ibiza」 – 4:41
2. 「Buried in Detroit」 – 4:07
3. 「Not That Simple」 - 3:54
4. 「Be As You Are」 - 3:53

### リミックス
1. 「I Took a Pill in Ibiza (SeeB Remix)」 – 3:18
2. 「Not That Simple (Kyle Tree Remix)」 - 3:27
3. 「Be As You Are (JordanXL Remix)」 - 3:23